# Skäggskatt
Skäggskatt är en punktskatt för bärandet av skägg. Peter den store införde skäggskatt i Ryssland 1698.
Det finns också ett rykte att om att Henrik VIII av England skulle ha infört en sådan, men inga samtida källor har hittats.